# Barak (Izrael)
Barak (hebr. ברק; ang. Baraq) – moszaw położony w Samorządzie Regionu Ha-Gilboa, w Dystrykcie Północnym, w Izraelu.

## Położenie
Moszaw Barak jest położony na wysokości 70 metrów n.p.m. w południowej części intensywnie użytkowanej rolniczo Doliny Jezreel, na północy Izraela. Okoliczny teren jest płaski, opada jednak delikatnie w kierunku północnym. Po stronie wschodniej przepływa strumień Kiszon, a po stronie zachodniej strumień Ta’anach. W odległości 5 km na wschód od moszawu wznoszą się zbocza Wzgórz Gilboa, a w odległości 4 km na południowym zachodzie wznoszą się wzgórza płaskowyżu Wyżyny Manassesa w rejonie Wadi Ara. W otoczeniu moszawu Barak znajdują się moszawy Addirim, Metaw, Magen Sza’ul, Ram-On i Gadisz, wieś komunalna Merkaz Chewer oraz arabska wieś Mukajbila. W odległości 2 km na południe przebiega mur bezpieczeństwa oddzielający terytorium Izraela od Autonomii Palestyńskiej. Po stronie palestyńskiej znajdują się wioski Zububa i Ti’innik.
Barak jest położony w Samorządzie Regionu Ha-Gilboa, w Poddystrykcie Jezreel, w Dystrykcie Północnym Izraela.

## Historia

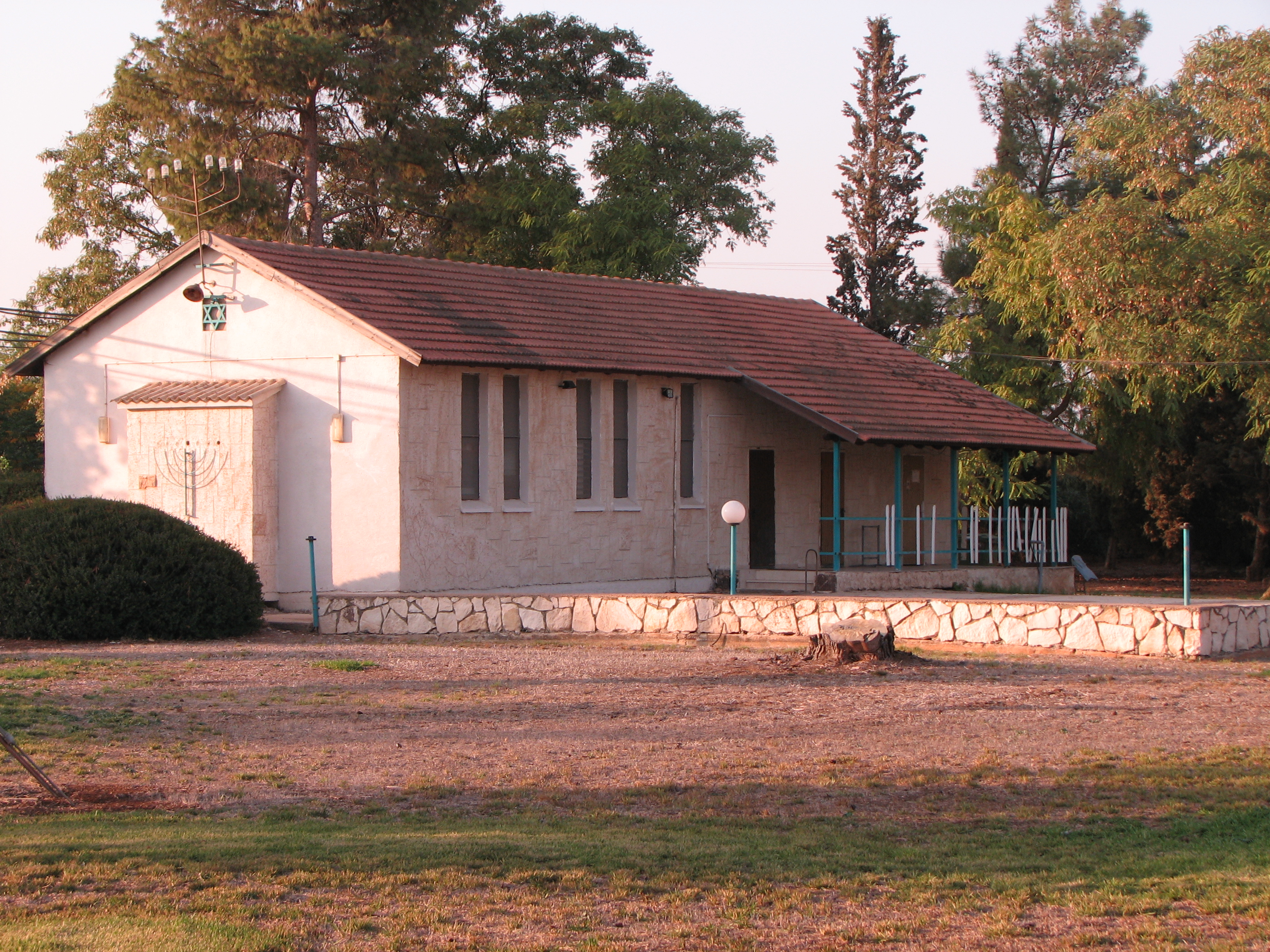
Synagoga w moszawie Barak

W latach 50. XX wieku miała miejsce masowa emigracja ludności żydowskiej do Ziemi Izraela. Nagłe pojawienie się dużej liczby nowych imigrantów, zmusiło władze izraelskie do poszukiwania sposobu ich absorpcji. W ten sposób zrodziła się koncepcja utworzenia nowego obszaru osadnictwa w południowej części Doliny Jezreel. Cały projekt otrzymał wspólną nazwę Ta’anach, która to nazwa odnosiła się do całego regionu. Powstały tu trzy identyczne bloki osiedli, z których każdy posiadał centralną wioskę pełniącą wszystkie podstawowe funkcje dla sąsiednich osad rolniczych. W ten sposób w 1953 roku utworzono pierwszy blok nazwany Ta’anach Alef (moszawy Awital, Perazon i Metaw, oraz wioska centralna Merkaz Ja’el).
Na początku 1956 roku przystąpiono do tworzenia drugiego bloku osiedli Ta’anach Bet. W takich okolicznościach w lutym 1956 roku został założony moszaw Addirim. Następnie w dniu 19 sierpnia 1956 roku został założony moszaw Barak. Jego nazwa nawiązuje do biblijnego dowódcy wojskowego Baraka. Zamieszkali w nim żydowscy imigranci z Maroka. Początkowo mieszkali oni w obozie przejściowym ma’abarot przy mieście Bet Sze’an, a następnie przyjechali do Doliny Jezreel. Byli to w większości religijni Żydzi, którzy od samego początku nadali charakter osadzie. W jego sąsiedztwie utworzono moszaw Dewora, natomiast centralna wioska Merkaz Chewer powstała dopiero w 1958 roku. Od jej nazwy czasami cały blok jest nazywany Chewer.

## Demografia
Większość mieszkańców moszawu jest Żydami:

## Gospodarka i infrastruktura
Gospodarka moszawu opiera się na intensywnym rolnictwie, sadownictwie i hodowli drobiu. W szklarniach hodowane są kwiaty. Część mieszkańców pracuje w pobliskich strefach przemysłowych. W moszawie jest sklep wielobranżowy i warsztat mechaniczny.

## Transport
Z moszawu wyjeżdża się na północ drogą nr 6724 prowadzącą do wioski Merkaz Chewer i dalej do drogi nr 675. W odległości 6 km na północny zachód od moszawu znajduje się port lotniczy Megiddo.

## Edukacja i kultura
Moszaw utrzymuje przedszkole. Starsze dzieci są dowożone do szkoły podstawowej do sąsiedniej wioski Merkaz Chewer. W moszawie jest ośrodek kultury z biblioteką, sala sportowa z siłownią oraz boisko do koszykówki. Moszaw posiada także własną synagogę i mykwę.

## Turystyka
W moszawie znajduje się stadnina koni, w której można nauczyć się jazdy na koniach.